# アリスン・ピープマイヤー

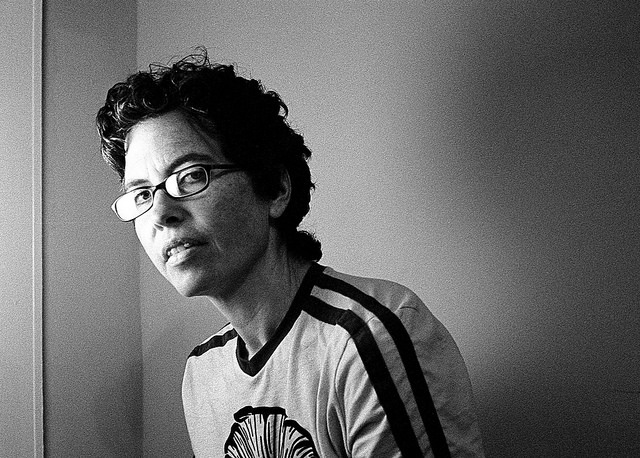
アリスン・ピープマイヤー

アリスン・ピープマイヤー（Alison Piepmeier、1972年12月11日 – 2016年8月12日）は、アメリカのフェミニスト。テネシー州クックビル出身。チャールストン大学准教授。

## 経歴
1994年にテネシー工科大学を卒業。1999年にはヴァンダービルト大学で博士号を取得している。第三波フェミニズムの研究のほか、ダウン症の娘1児を抱える母親であり、障害学についての著作もある。
2016年に脳腫瘍で43歳で亡くなった。
邦訳された著書に『ガール・ジン 「フェミニズムする」少女たちの参加型メディア』(野中モモ訳、太田出版)がある。